# Convent de Sant Felip
Sant Felip és un convent de l'Oratori de Sant Felip Neri d'estil barroc a la ciutat de Vic (Osona) protegit com a Bé Cultural d'Interès Local.

## Arquitectura
La façana de l'església és completament plana i només queda ornamentada pels portal d'ingrés a l'església i a la residència. El portal de l'església queda reforçat per un bust de Sant Felip Neri; obra dels escultors Morató.
La façana de la residència al carrer és plana i es compon amb eixos verticals. La façana del jardí que és visible des del Carrer Corretgers, presenta una composició tradicional amb galeries porticades.
Els acabats de façana són arrebossats, marcant carreus a la cantonada. La nau de l'església es manifesta en façana per un frontó.
L'església és d'una nau, amb passadissos entre capelles i tribunes a sobre. El convent és de forma lineal en ala, seguint l'església i el carrer.

## Història

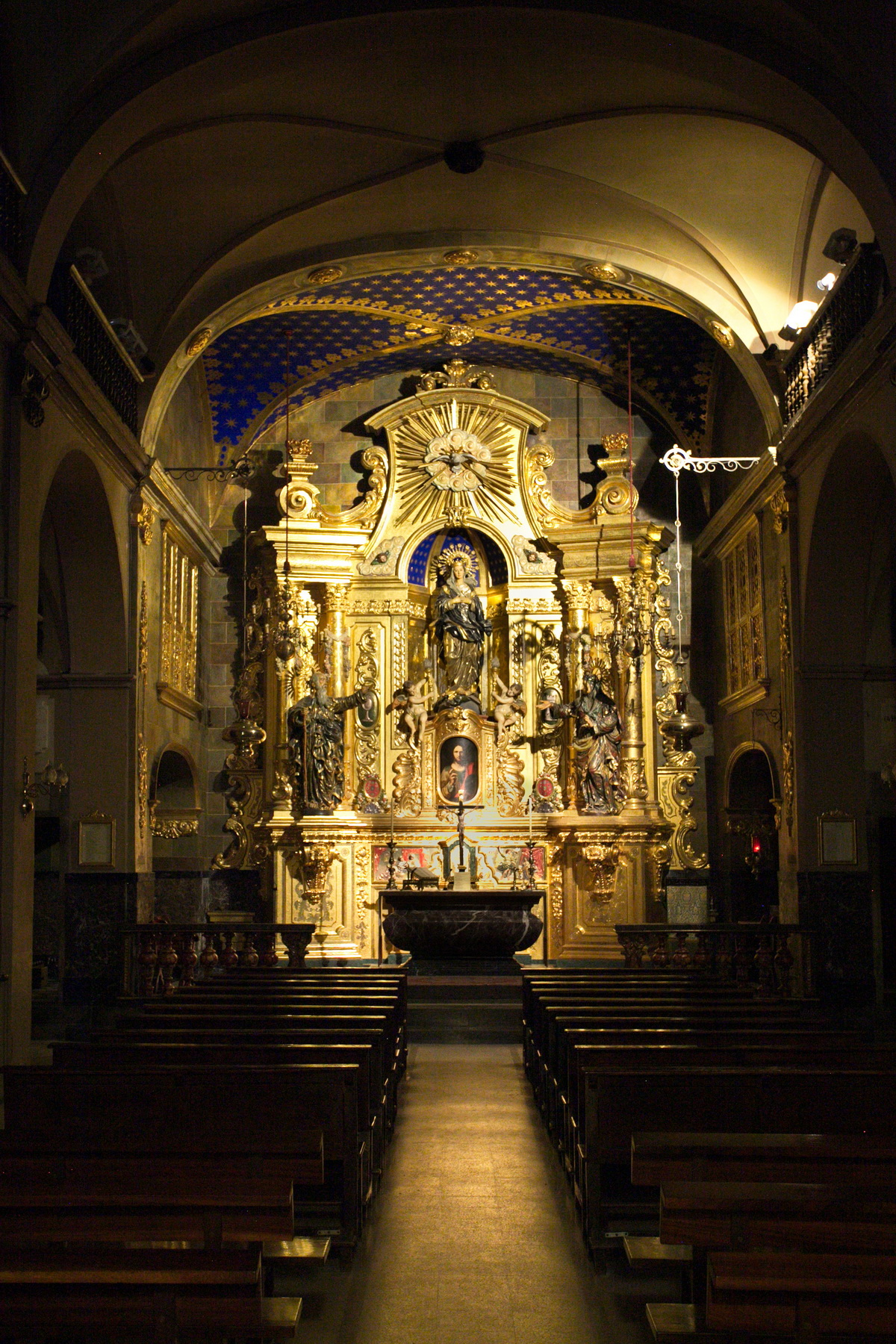
Interior

L'any 1713 són fundats els felipons pel doctor Manuel Bojons.
A l'any 1714 s'estableix el casal de la Congregació de l'Oratori de Sant Felip Neri
L'any 1725 s'inaugurà l'església
El 1835 es tancà el convent i l'església com tants d'altres de Vic
El 1842 s'hi establiren les escoles al convent. En aquesta època el pare Bach inicià el restabliment de la congregació de l'Oratori a l'església de Sant Felip.
Fa pocs anys tornà al seu lloc el bust de Sant Felip Neri a la façana.